# Ira Levin
Ira Levin (Nova Iorque, 27 de agosto de 1929 — 12 de novembro de 2007) foi um escritor, dramaturgo, autor e compositor norte-americano.
Seus trabalhos mais conhecidos são A Kiss Before Dying (1953), Rosemary's Baby (1967) e The Boys from Brazil (1976), bem como a peça Deathtrap (1978). Vários de seus trabalhos, tanto livros quanto peças de teatro, foram adaptados para o cinema.

## Biografia
Levin nasceu em 1929, em Manhattan, tendo crescido também no Bronx. Seu pai, Charles, era importador e comerciante de brinquedos. Levin estudou em uma escola particular, a Horace Mann School, em Nova Iorque e depois de se formar no ensino médio ingressou na Universidade Drake, em Des Moines, em Iowa, onde estudou de 1946 a 1948. Pela Universidade de Nova Iorque, ele obteve um bacharelado em língua inglesa, formando-se em 1950. De 1953 a 1955, Levin serviu no United States Army Signal Corps.

## Carreira
Depois de se formar, Levin começou a roteirizar filmes educativos e roteiros para programas de rádio e televisão. Um dos primeiros roteiros por ele escritos se chamava "Leda's Portrait", para o programa de rádio Lights Out, em 1951. A primeira peça produzida no teatro foi a comédia No Time for Sergeants, adaptada do livro homôninmo de Mac Hyman de 1954. Estrelando Andy Griffith, a peça levou o nome de Levin ao estrelato. Em 1958, a peça foi adaptada para o cinema, estrelando Nick Adams. O mesmo conceito foi depois adaptado para a televisão estrelando Sammy Jackson. No Time for Sergeants é, em geral, considerada a precursora da comédia Gomer Pyle, U.S.M.C., da CBS, que foi ao ar de 25 de setembro de 1964 a 2 de maio de 1969.
Sua peça mais famosa é Deathtrap (1978), que ainda detém o recorde de ser a comédia que mais tempo ficou nos palcos da Broadway. O segundo Prêmio Edgar de sua carreira veio com o sucesso desta peça. Em 1982, ela foi adaptada para o cinema com o mesmo nome (Armadilha Mortal no Brasil), estrelando Christopher Reeve e Michael Caine.
O primeiro livro de Levin foi A Kiss Before Dying (Um beijo antes de morrer) (1953), que foi bem recebido por crítica e público, ganhando o primeiro Prêmio Edgar em 1954 de Melhor Livro Estreante. O livro foi adaptado duas vezes com o mesmo nome, o primeiro em 1956 e o segundo em 1991.
Seu livro mais conhecido, porém, é Rosemary's Baby (1967)  (O Bebê de Rosemary no Brasil, republicado em 2022 pela DarkSide Books), um livro de satanismo e ocultismo que se passa no Upper West Side. Em 1968, o livro foi adaptado para o cinema com o mesmo nome, escrito e dirigido por Roman Polanski, com Mia Farrow e John Cassavetes. Ruth Gordon ganhou o Oscar de Melhor Atriz Coadjuvante por seu papel no filme. Polanski foi indicado com melhor roteiro adaptado.
O longa deu origem a uma demanda por livros e filmes com a mesma temática. Em 2002, Levin disse a respeito da febre de filmes sobre ocultimos e satanismo nos anos 1970 e 1980:
| “ | Me sinto culpado que O Bebê de Rosemary tenha levo ao O Exorcista e a A Profecia. Toda uma geração foi exposta e crê no Diabo. Eu não acredito no Diabo. E sinto que o forte fundamentalismo que temos não seria tão forte se não tivesse tantos desses livros (...) Claro, não devolvi nenhum cheque de royalties. | ” |

Outros livros de Levin adaptados para o cinema foram The Stepford Wives, primeiro em 1975 e depois em 2004. A adaptação de The Boys from Brazil foi lançada em 1978.
Na década de 1990, Levin escreveu mais dois livros de sucesso: Sliver (1991), adaptado para o cinema em 1993, estrelando Sharon Stone, William Baldwin e Tom Berenger. O livro Son of Rosemary (1997) foi cogitado como sendo uma sequência do grande sucesso de 1968, mas o filme nunca foi rodado.
Um livro seu, de 1970, Este mundo perfeito (This perfect day), bastante raro em Português por falta de novas edições é uma distopia comparável a Admirável mundo novo de Aldous Huxley, 1984 de George Orwell ou ainda Fahrenheit 451 de Ray Bradbury, que, ao que se sabe, ao contrário de outros títulos do autor, não foi levado à tela grande.

## Vida pessoal
Levin casou-se com Gabrielle Aronsohn (de 1960 a 1968), com quem teve três filhos, Adam, Jared e Nicholas. O casamento acabou em divórcio. Depois ele se casou com Phyllis Sugarman em 1979, mas o casamento acabou novamente em divórcio em 1981.

## Morte
Levin morreu em 12 de novembro de 2007, em sua casa em Manhattan, aos 78 anos, devido a um infarto.

## Obras

### Romances
| nº série | Título no Brasil                             | Título em Espanhol       | Título original nos EUA | Tradutor(a) para o Brasil | Ano do lançamento |
| -------- | -------------------------------------------- | ------------------------ | ----------------------- | ------------------------- | ----------------- |
| (01)     | O Beijo da Morte ou Um Beijo Antes de Morrer | Un beso antes de morir   | (A Kiss Before Dying)   | (Marcos Santarrita)       | (1953)            |
| (02)     | A Semente do Diabo ou O Bebê de Rosemary     | El bebé de Rosemary      | (Rosemary's Baby)       | (Cléo Marcondes Silveira) | (1967)            |
| (03)     | Este Mundo Perfeito                          | Chip, el del ojo verde   | (This Perfect Day)      | Milton Persson            | (1970)            |
| (04)     | As Possuídas ou Mulheres Perfeitas           | Las poseídas de Stepford | The Stepford Wives      | (Franklin David Rumjanek) | (1971)            |
| (05)     | Os Meninos do Brasil                         | Los niños del Brasil     | (The Boys from Brazil)  | (Cezar Tozzi)             | (1976)            |
| (06)     | Madison, 1300)                               | La astilla               | (Sliver)                | (Regina Amarante)         | (1991)            |
| (07)     | O Bebê de Rosemary                           | El hijo de Rosemary      | (Son of Rosemary)       | (Sylvio Gonçalves)        | (1997)            |

### Peças de teatro
| nº série | Título                            | Ano do lançamento |
| -------- | --------------------------------- | ----------------- |
| (01)     | No Time for Sergeants             | (1956)            |
| (02)     | Interlock                         | (1958)            |
| (03)     | Critic's Choice                   | (1960)            |
| (04)     | Dr. Cook's Garden                 | (1962)            |
| (05)     | General Seager                    | (1968)            |
| (06)     | Veronica's Room                   | (1974)            |
| (07)     | Deathtrap                         | (1978)            |
| (08)     | Break a Leg: A Comedy in Two Acts | (1981)            |
| (09)     | Cantorial                         | (1982)            |

### Musical
| nº série | Título            | Ano do lançamento |
| -------- | ----------------- | ----------------- |
| (01)     | Dr. Cook's Garden | (1965)            |

### Adaptações para o cinema
| nº série | Título no Brasil                              | Título original nos EUA | Ano do lançamento |
| -------- | --------------------------------------------- | ----------------------- | ----------------- |
| (01)     | Amor, Prelúdio de Morte                       | A Kiss Before Dying     | (1956)            |
| (02)     |                                               | No Time for Sergeants   | (1958)            |
| (03)     |                                               | Critic's Choice         | (1963)            |
| (04)     | O Bebê de Rosemary                            | Rosemary's Baby         | (1968)            |
| (05)     | As Esposas de Stepford ou Esposas em Conflito | The Stepford Wives      | (1975)            |
| (06)     | Os Meninos do Brasil                          | The Boys from Brazil    | (1978)            |
| (07)     | Armadilha mortal                              | Deathtrap               | (1982)            |
| (08)     | Um Beijo Antes de Morrer                      | A Kiss Before Dying     | (1991)            |
| (09)     | Invasão de Privacidade                        | Sliver                  | (1993)            |
| (10)     | Mulheres Perfeitas                            | The Stepford Wives      | (2004)            |